# 山下雄樹
山下 雄樹（やました ゆうき、1963年8月19日 - ）は、東京都出身のバスケットボール選手・指導者である。現在は三菱電機コアラーズゼネラルマネージャー、名古屋ダイヤモンドドルフィンズ常務取締役。

## 来歴
立川五中でバスケを始め、関東高、日本体育大を経て、三菱電機に入社。バスケットボール部に所属する。
1987年にはユニバーシアード日本代表に選出される。そのシーズンの日本リーグでも新人王を獲得。
その後も個人タイトルを次々と手にし、オールジャパン連覇にも貢献した。
引退後、社業に専念したのち、2008年に女子部のヘッドコーチに就任。Wリーグ復帰に導いた。2016年、ゼネラルマネージャーに就任。名古屋ダイヤモンドドルフィンズ常務も兼任。
2020年3月、名古屋ダイヤモンドドルフィンズ実行委員に就任。

## 経歴
- 関東高 - 日本体育大学 - 三菱電機

## 日本代表歴
- 1987ユニバーシアード

## 受賞歴
- 1987-88日本リーグ新人王
- 1989-90日本リーグベスト5
- 1990-91日本リーグ3ポイント賞